# Ольга Якубовська
Ольга Якубовська (біл. Вольга Якубоўская) — білоруська художниця. Відома завдяки роботам, що присвячені сучасній історії Білорусі, боротьбі білоруського народу за власні права.

## Біографічні відомості
Народилася у м. Сортавала, Республіка Карелія.
Дитинство та ранні роки провела на Уралі та в Криму, де здобула шкільну освіту.
У 1989 році закінчила Кунгурське мистецьке училище, після чого переїхала до Білорусі у місто Новополоцьк. У 2007 році закінчила Білоруський державний університет культури і мистецтв, де навчалася на кафедрі народного декоративно-прикладного мистецтва. Певний час працювала на новополоцькому підприємстві «Нафтан».
Член Творчої спілки художників декоративно-прикладного мистецтва.
Проживає в еміграції у Ризі.

## Творчість
До 2020 року малювала переважно ілюстрації до дитячих книжок. Проте, у творчості перш за все відома через серію художніх робіт, присвячених подіям у Білорусі та України. Найбільш відомою є серія робіт «Котики свободи». Першу роботу із серії присвятила Ніні Багінській.
Тематиці російсько-української війни присвячена серія «Ангели».